# Venera s satirom in dvema Kupidoma (Anibale Carracci)
Venera s Satirom in dvema kupidoma ali Bakantka (La Baccante) je slika [[olje na platnu]g iz leta 1588-1590 Annibale Carraccija, ki je zdaj v galeriji Uffizi v Firencah. Njena datacija temelji na močnem beneškem vplivu - umetnik je bil za kratek čas v mestu konec 1580-ih let.

## Zgodovina
Delo je prvič omenjeno leta 1620, ko ga je bolonjski gospod Camillo Bolognetti prodal poslancu Cosima II. Medičejskega, velikega vojvode Toskane.
Nato so jo odnesli v Firence in je ostala v zbirkah Medičejcev, razstavljena v tribuni Uffizi in prikazana v zgornjem levem kotu istoimenske slike Johanna Zoffanyja poleg Dobrodelnosti Guida Renija in neposredno nad Rafaelovo Madonno della Seggiola.
Ni podatkov pred prodajo leta 1620, zato je datacija dela negotova. Vendar pa močan beneški vpliv nakazuje konec devetega desetletja 16. stoletja kot najbolj verjeten časovni okvir, ko je Carracci bival v Benetkah.
V 18. stoletju jo je zaradi erotičnega naboja prekrilo drugo platno, ki je bilo odstranjeno šele v začetku 19. stoletja.

## Slogovne podobnosti
Venera iz Uffizija je očitno produkt močnega vpliva beneškega slikarstva na Annibale Carraccija v obdobju od konca 1580-ih do njegovega odhoda v Rim (leta 1595).
O tem priča že obravnavana tema, saj je lagunska tradicija poslikav Venere (in drugih mitoloških oseb) z motečo goloto zelo bogata. Enako velja za kromatične razpone rdečih, rjavih in zlatih, katerih reakcija na svetlobo določa izjemne tonske učinke.
Obstaja domneva, da je lik Venere vzet iz lika nimfe, ki se pojavi (spodaj desno) v Tizianovi mojstrovini Diana in Kalisto (1559). Zagotovo pa Carracci ni neposredno poznal te slike, ki je bila poslana v Španijo že v letu njene izvedbe. Obstaja pa grafika Cornelisa Corta, ki je morda bil model, ki mu je sledil Carracci.
Lepa je tudi izvedba številnih detajlov na sliki: pričeska Venere, v katero so vstavljeni biseri, prefinjena blazina, na kateri počiva boginja, košček travnika na spodnjem koncu, kjer poganjajo marjetice.
Številne znane kopije te slike pričajo o navdušenju, ki ga je bila deležna: med temi izstopa tista v Chryslerjevem muzeju v Virginiji, ki je tako kakovostna, da jo nekateri štejejo za repliko samega Carraccija z avtogramom.
Jasno povezana z Uffizijevim platnom je Carraccijeva grafika, narejena nekaj let pozneje, ki po dveh različnih razlagah prikazuje Venero, ki ji grozi satir ali Jupiter in Antiopa.